# Antonio Ibáñez Freire
Antonio Ibáñez Freire (Vitòria, País Basc 1913 - Madrid 2003) fou un militar espanyol que fou Ministre de l'Interior entre els anys 1979 i 1980.

## Biografia
Va néixer el 25 de setembre de 1913 a la ciutat de Vitòria. Després de passar per l'Acadèmia Militar de Saragossa, fou nomenat tinent d'infanteria i participà activament en la Guerra Civil espanyola. Posteriorment, com a membre de la División Azul, va participar en la Segona Guerra Mundial, en la qual li fou concedida la Creu de Ferro.

## Activitat política
L'any 1958 fou escollit diputat al Congrés com a Conseller Nacional per la província d'Àlaba, càrrec que desenvolupà fins al 1971. Fou nomenat Governador Civil de la província de Santander l'any 1960, i va ser nomenat posteriorment Governador Civil de Biscaia (1961) i Barcelona (1963), on manà la clausura d'Òmnium Cultural i participà en la repressió de la caputxinada.
L'any 1978 fou nomenat tinent general i Capità General de la IV Regió. En la formació del seu govern, l'any 1979 Adolfo Suárez el nomenà Ministre de l'Interior, càrrec que desenvolupà fins al maig de 1982.